# Science-Fiction-Jahr 1877
Übersicht

◄◄ | ◄ | 1873 | 1874 | 1875 | 1876 | Science-Fiction-Jahr 1877 | 1878 | 1879 | 1880 | 1881 | ► | ►►

Weitere Ereignisse

## Ereignisse
- Der italienische Astronom Giovanni Schiaparelli entdeckt die sogenannten Marskanäle, die in der Folgezeit eine Vielzahl sich mit dem Mars beschäftigender Science-Fiction-Romane inspirieren.

## Neuerscheinungen Literatur
| Deutscher Titel            | Deutschsprachiges Erscheinungsjahr | Originaltitel    | Autor       | Anmerkungen |
| -------------------------- | ---------------------------------- | ---------------- | ----------- | ----------- |
| Anno Zweitausend           | –                                  | –                | Karl Biltz  |             |
| Reise durch die Sonnenwelt | 1878                               | Hector Servadac  | Jules Verne |             |
| Die Stadt unter der Erde   | 1878                               | Les Indes Noires | Jules Verne |             |

## Geboren
- Hermann Eßwein († 1934)
- August Fetz
- Maximilian Kern († 1945)
- Alfred Kubin († 1959)
- Paul Georg Münch († 1956)
- Friedrich Otto († 1924)
- Ewald Gerhard Seeliger († 1959)
- Karl Hans Strobl († 1946)